# Kazane Höyük
Kazane Höyük is een archeologische vindplaats in Turkije. Het betreft een vrij grote ruïneheuvel wierde uit de bronstijd.
De heuvel ligt ongeveer 4 km ten zuiden van de stad Urfa aan de grenzen van de stad bij het dorpje Konuklu. Volgens onderzoek van organische overblijfselen was het gebied in het 3e millennium een vlakte met een rijke vegetatie van riet, zegge en gras. Het klimaat moet vrij regenachtig geweest zijn.

## Opgravingen
Onder leiding van Patricia Wattenmaker werd in 1992 een begin gemaakt met opgravingen in het kader van het Zuidoost-Anatolië Project (Güneydoğu Anadolu Projesi, GAP) dat mogelijk door de aanleg van kanalen schade zal aanbrengen aan het gebied. Reinhard Bernbeck, Susan Polock en C. Coursey bestudeerden de stratigrafie van de terp in 1996-98 aan de west-, oost- en zuidkant die een nederzetting uit het 4e millennium v.Chr. te zien gaf. In de tweede fase werd er een Halaf-nederzetting gevonden.
Uit koolstof-14 dateringen blijkt dat de ontwikkeling van de plaats al begonnen was rond 6000-5500 v.Chr.
De lagen beslaan een tijdperk van het neolithicum, de halaftijd, de late kopertijd, de vroege bronstijd tot de middenbronstijd.
In de benedenstad is er een gebied van 20 ha waar vondsten uit de halaf- en obeidtijd gevonden worden. In 1997 werd er drie kleine proefboringen uitgevoerd; twee leverden vondsten uit de late halafperiode op. De derde leverde een overgangsperiode op die ook bekend is van Sabi Abyad. Een vierde proef bevatte vondsten uit de midden- en late halaftijd. In 1998 werden er twee grotere 5x5 m vierkanten ontsloten en wederom vond met late halafvondsten.
De rijkste vondsten qua architectuur komen echter van de vroege bronstijd II en III. De benedenstad is omgeven door een muur met een stenen fundering, opgebouwd van baksteen. De structuur omvat 900 vierkante meter. Het vakmanschap en de omvang van de monumentale gebouwen gevestigen dat er in deze tijd sprake was van een stad met een georganiseerde economie met een leider die in een paleis woonde.

## Planologie en magnetometrie
Andrew Creekmore schreef in 2008 een proefschrift  waarin hij met behulp van magnetometrische metingen het landgebruik rond de stad in het 3e millennium onderzocht. Hij komt tot de conclusie dat het gebruik noch geheel planmatig was noch organisch tot stand gekomen was, maar dat er sprake was van gradaties in planning.
Er zijn ook hier aanwijzingen dat aan het einde van het derde millennium er een klimaatverandering plaatsvond die een aantal eeuwen van grotere droogte met zich mee bracht.

## Teksten
De identiteit van de stad in de oudheid is niet bekend. Er zijn vermoedens dat het de stad Uršu kan zijn, maar ook aanwijzingen dat die stad verder westelijk lag bij Gaziantep. Een andere mogelijkheid is de stad Abarsal die genoemd wordt in de documenten van Ebla, maar die naam komt niet meer voor in tijden dat Kazane nog wel bewoond is.
Er zijn slechts drie tabletten met spijkerschrift gevonden op deze vindplaats en geen van deze drie is door een archeoloog ontdekt. Plaatselijke dorpelingen, waaronder kinderen kwamen ermee voor de dag.
Een van de teksten bestaat uit een verzameling onleesbare onzintekens die er archaïsch uitzien. Dat wil niet zeggen dat het een moderne vervalsing betreft. Het kan best zijn dat men al in de oudheid de oudste vormen van schrift trachtte na te bootsen. Een ander tablet bevat de naam van Ishme-Dagan en stamt waarschijnlijk uit de regering van diens vader Shamshi-adad I. Hoewel dat niet wil zeggen dat diens rijk zich zo ver naar het noordwesten uitstrekte, wijst het er wel op dat Kazane onderdeel uitmaakte van het Assyrische handelsnetwerk van die dagen.
De gevonden tabletten vertonen sporen van verhitting en als zij inderdaad van deze vindplaats stammen bestaat de mogelijkheid dat er ergens onder de grond een stadsarchief verborgen is.

## Grootte
| Noord-Mesopotamië 3e millennium | Noord-Mesopotamië 3e millennium |
| Vindplaats                      | Grootte                         |
| ------------------------------- | ------------------------------- |
| Tell Taya                       | 155 ha                          |
| Tell Mozan                      | 120-150 ha                      |
| Tell Hamoukar                   | 105 ha                          |
| Kazane Höyük                    | 100 ha                          |
| Tell Khoshi                     | 92 ha                           |
| Tell Leilan                     | 90 ha                           |
| Tell Hadhail                    | 90 ha                           |
| Tell Farfara                    | 75 ha                           |
| Tell al-Hawa                    | 66 ha                           |
| Tell Chuera                     | 65 ha                           |
| Tell Brak                       | 40-65 ha                        |

In vergelijking met andere ruïneheuvels in de streek met vindplaatsen uit het 3e millennium in noordelijk Mesopotamië is Hamoukar vrij groot.

## Bedreiging
De aanleg van de Atatürkdam bedreigt de vindplaats.